# Brachycerasphora femoralis
Brachycerasphora femoralis là một loài nhện trong họ Linyphiidae.
Loài này thuộc chi Brachycerasphora. Brachycerasphora femoralis được Octavius Pickard-Cambridge miêu tả năm 1872.